# Monte Cresto
Monte Cresto – szczyt w Alpach Pennińskich, części Alp Zachodnich. Leży w północnych Włoszech w regionie Piemont. Należy do masywu Alpy Biellesi.